# Pfarrkirche Krim

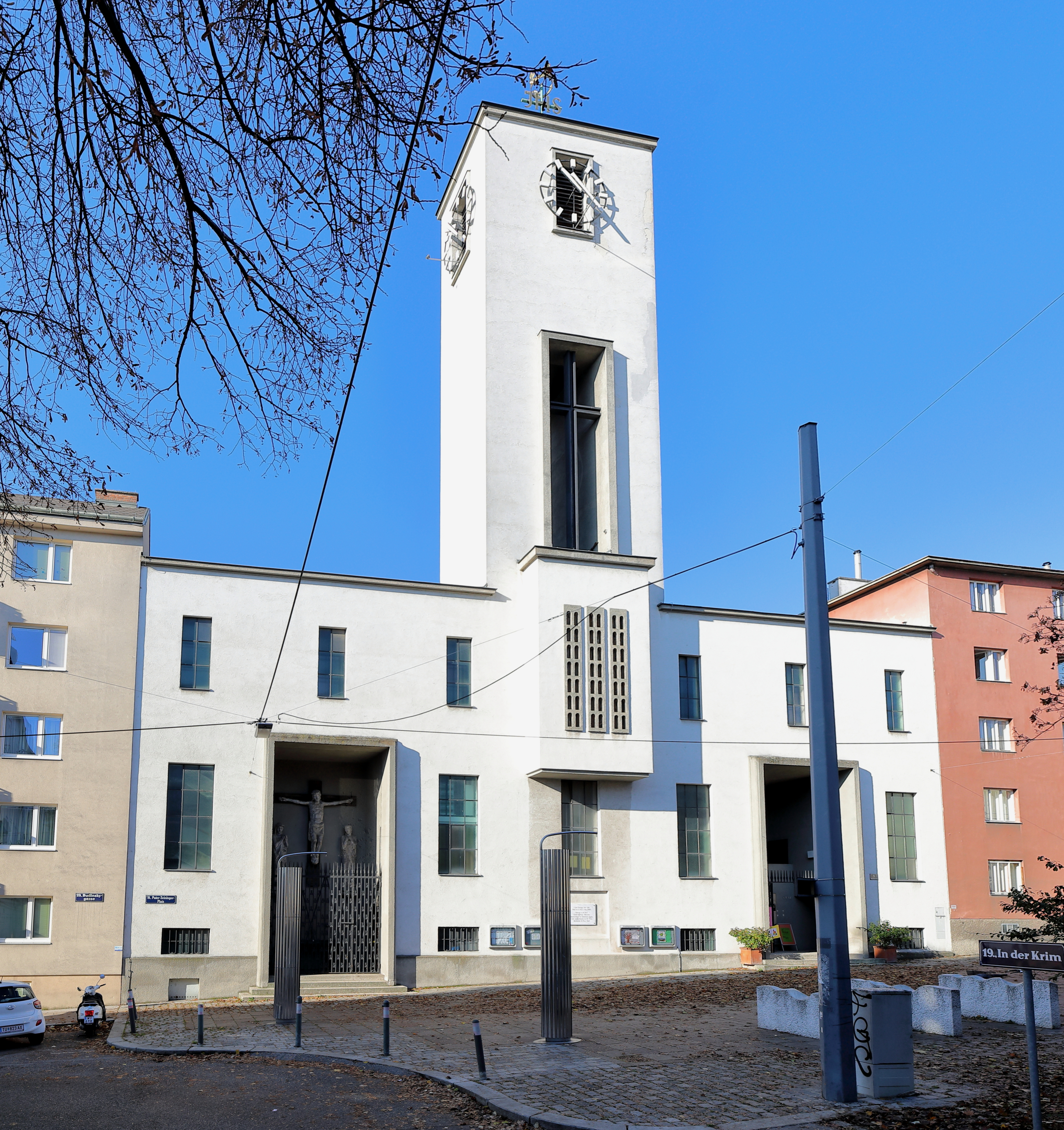
Südostansicht der Krimkirche

Die Pfarrkirche der Pfarre Franz von Sales ist eine römisch-katholische Pfarrkirche im 19. Wiener Gemeindebezirk Döbling und ist dem heiligen Judas Thaddäus geweiht. Die Kirche befindet sich am nach deren früheren Kaplan und Pfarrer Josef Zeininger benannten Pater-Zeininger-Platz Nr. 1; im Untergeschoß befinden sich das 2023 eröffnete Grätzlzentrum Friedα Krim und das Pfarrbüro.

## Geschichte
Geplant wurde die Kirche von Clemens Holzmeister, der auch für deren Errichtung in den Jahren 1931 bis 1932 verantwortlich war. Baubeginn war der 11. Juli 1931, die Kirchweihe fand nach einer kurzen Bauzeit von weniger als einem Jahr am 3. Juli 1932 statt. Die Monstranz wurde vom Goldschmied Oskar Wicke gefertigt. Am 10. September 1944 wurde die Kirche durch einen Bombentreffer stark beschädigt und danach wiederhergestellt.
Auf Grund des starken Bevölkerungswachstums im Pfarrgebiet nach dem Zweiten Weltkrieg wurde die Kirche in den Jahren 1955 bis 1957 nach den Plänen des Architekten Anton Steflicek um das heutige Hauptschiff und den Chor erweitert, die Glasfenster schuf Franz Erntl. Geweiht wurde der Erweiterungsbau am 27. Oktober 1957. Das ursprüngliche Kirchengebäude mit dem Kirchturm wurde durch den Umbau zum Querschiff mit einem Nebenaltar bzw. Seitenkapelle.
Mit 1. Jänner 1935 wurde „St. Judas Thaddäus in der Krim“ zur Pfarre erhoben. Die Pfarrinstallation mit dem Bundespräsidenten Wilhelm Miklas als Ehrengast erfolgte durch Kardinal Theodor Innitzer am 13. Jänner 1935. Am 1. Jänner 2016 wurde die Pfarre Krim mit den Pfarren Glanzing und Kaasgraben zur neuen Pfarre Franz von Sales zusammengelegt. Seither ist die Kirche St. Judas Thaddäus Pfarrkirche der Pfarre Franz von Sales.

## Gestaltung

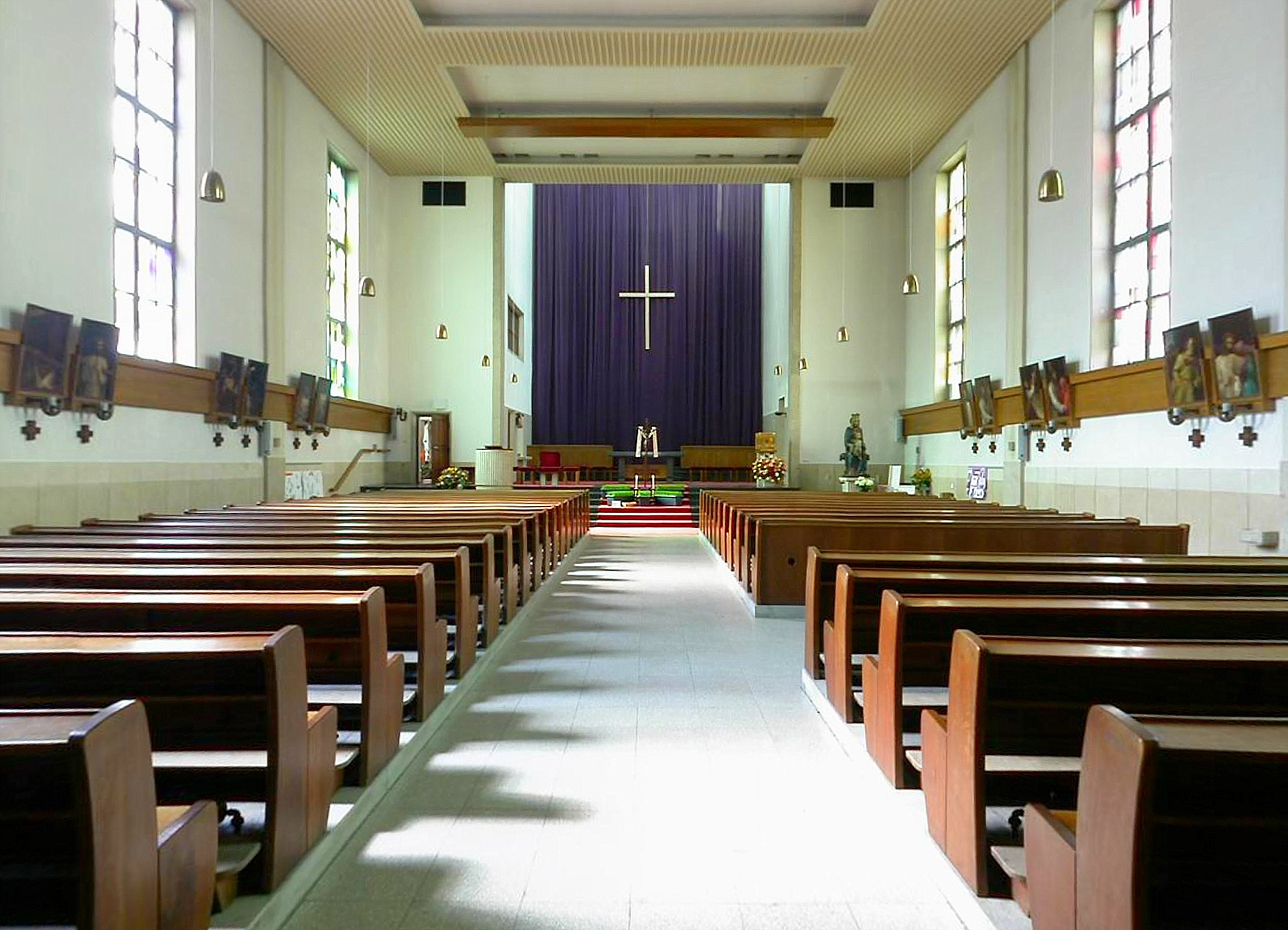
Innenansicht des Hauptschiffes am Karfreitag

### Seitenkapelle
Die Seitenkapelle mit einer Judas-Thaddäus-Statue von Hans Andre aus dem Jahr 1932 ist mit Votivtafeln überhäuft, so dass kaum mehr ein Flecken roher Wand zu sehen ist.

### Altarbild
Nach der Erweiterung der Kirche konnten die Kirchenbesucher über das neue Altarbild abstimmen. Zur Wahl standen fünf Entwürfe, gewonnen hat der erste Farbentwurf des akademischen Malers Hans Wulz, eines der Fresken der 1950er Jahre in Österreich. Auf dem Wandgemälde hinter dem Hauptaltar gruppieren sich Figuren um die Zentralgestalt des Apostels und Kirchenpatrons Judas Thaddäus. Der Heilige trägt um den Hals eine Hostie mit den Gesichtszügen Jesu, stützt sich auf einen Prügel und weist auf den auferstandenen Christus, dessen Kopf von den Insignien der Dreifaltigkeit umrahmt wird.

### Glocken
Die drei Glocken von der Glockengießerei Pfundner im 10. Wiener Gemeindebezirk wurden am 28. Mai 1960 von Kardinal Franz König geweiht. Sie tragen die Namen Judas-Thaddäus-Glocke (E-Ton), Marien-Glocke (Fis-Ton) und Franz-von-Sales-Glocke (A-Ton).